# Soupe de tomate

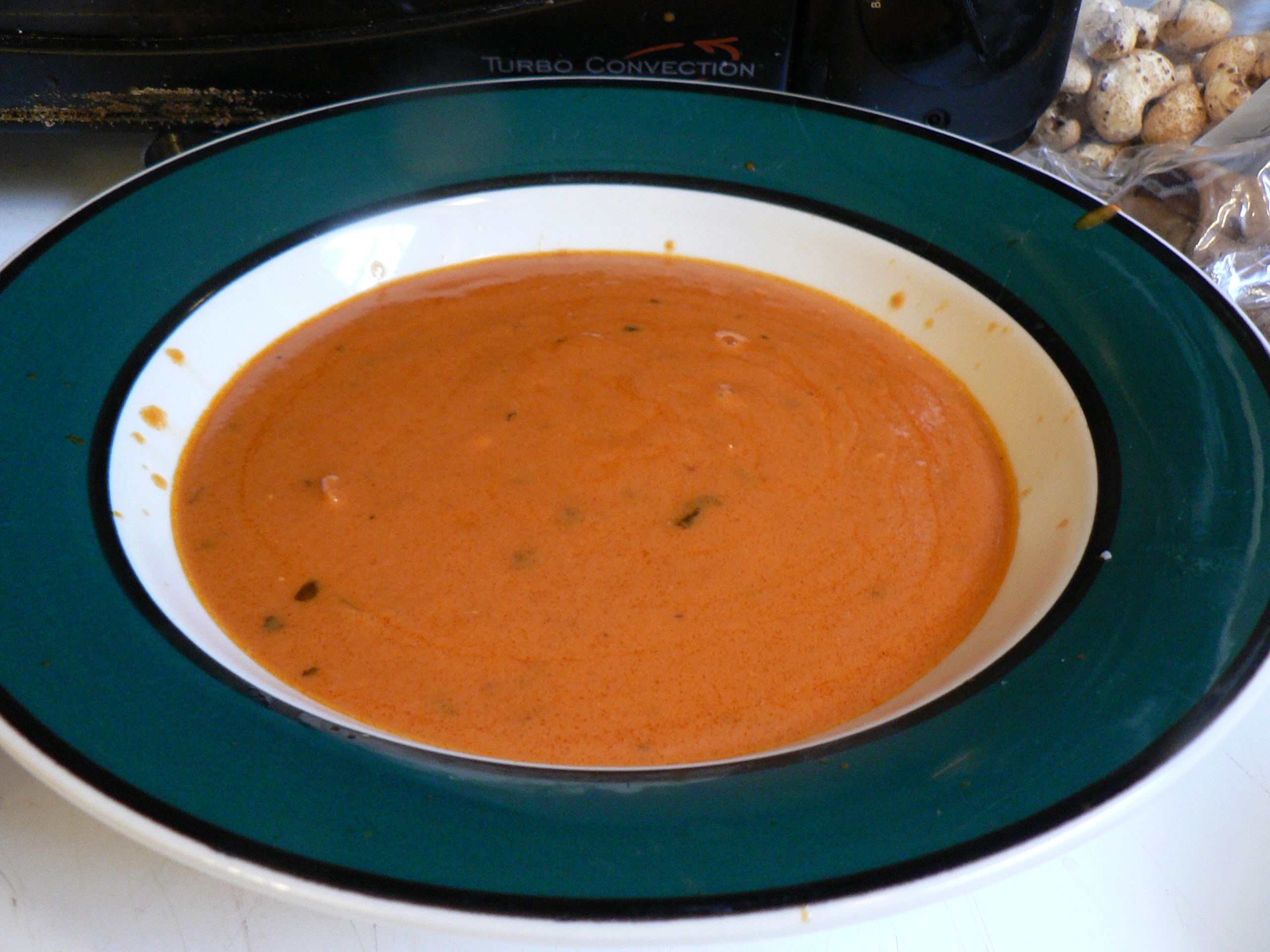
Assiette de soupe de tomate.

La soupe à la tomate est une soupe dont l'ingrédient de base est la tomate cuite (contrairement au gaspacho ou la tomate est mixée froide) . Elle est souvent utilisée pour préparer des plats plus complexes et, à la différence de la plupart des soupes, elle peut être servie chaude ou froide. Elle peut être faite à partir de tomates en morceaux ou sous forme de purée.
La version condensée en boîte en est l'une des formes principales aux États-Unis où elle est le plus souvent associée au nom de la société Campbell. Au Royaume-Uni, la soupe de tomate Heinz est un exemple type de plat familier. De nombreuses garnitures peuvent l'enrichir comme de la crème aigre, du fromage râpé, des croûtons ou de la sauce. Enrichie de boulettes de viande (soupe de tomate aux boulettes ou tomatensoep met balletjes en néerlandais), elle est très populaire en Belgique.
[réf. nécessaire]